# 活塞八发动机

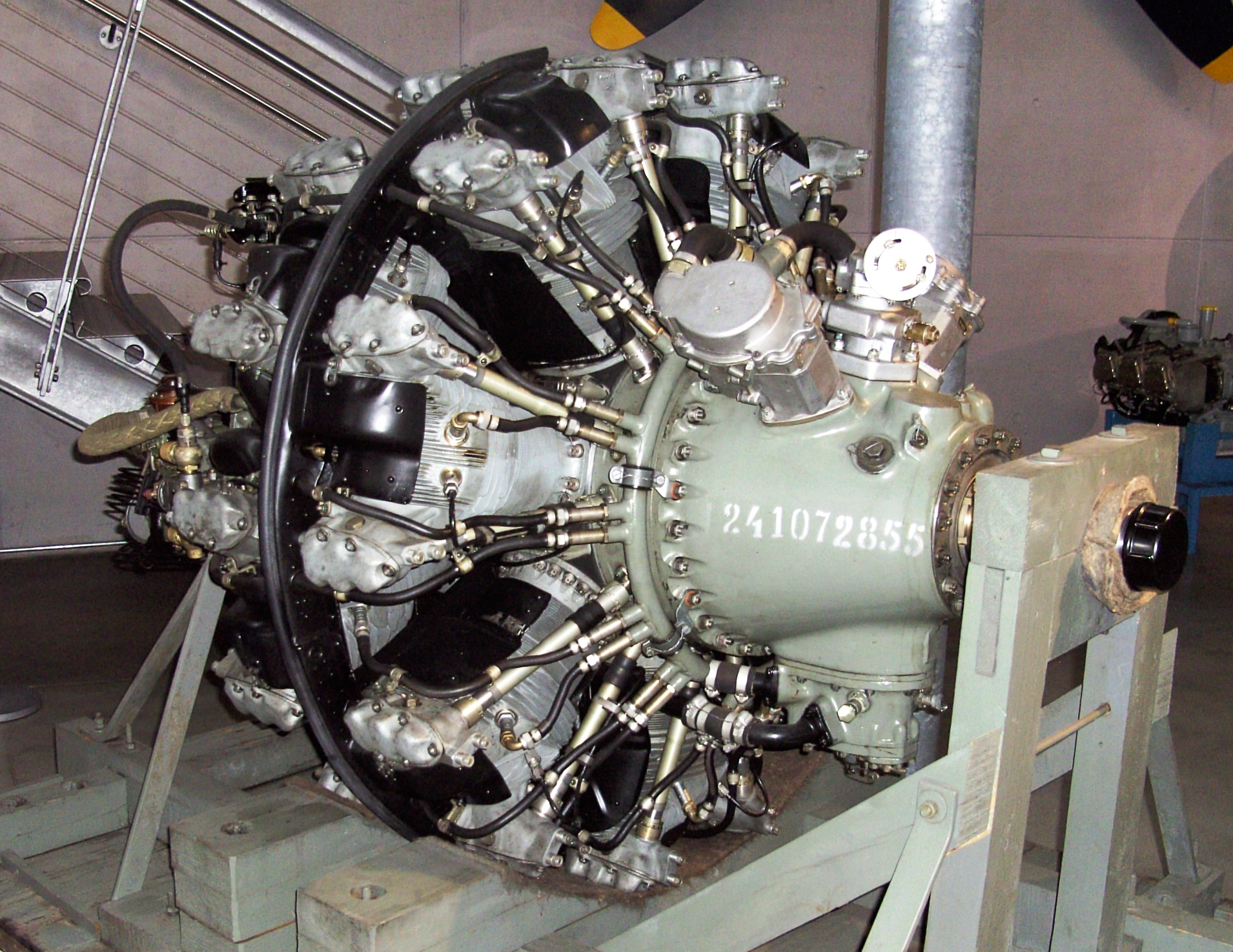
本发动机母型АШ-82Т

活塞八（活塞-8、HS-8）是由中华人民共和国哈尔滨东安发动机集团生产的一款气冷星形14缸活塞航空发动机。该发动机是采用带涡轮增压器的伊尔-14活塞-7本体（以Аш-82В(690)发动机）与АШ-82Т发动机的减速机组合而成，用于里-2、图-2、伊尔-12、伊尔-14等四种飞机。

## 历史
1959年初，中国人民解放军空军工程部提出对伊尔-14飞机的发动机进行改型，使伊尔-14能进藏空运高原飞行。活塞-8于1961年9月三机部与空军下达指示开始研制，代号651。1962年8月开始装机试飞，1963年10月通过考核投入批生产。到1980年停产累计制造1300多台。